# Požega
Požega je grad u Hrvatskoj, središte Požeško-slavonske županije i Požeške biskupije. Do 1991. nosio je ime Slavonska Požega. Sjedište 1993. g. obnovljene Županije Požeško-slavonske i 1997. uspostavljene Požeške biskupije, grad Požega i njezina okolica, opovrgava dva najčešća stereotipa o istočnoj Hrvatskoj. Brežuljci i prave planine, više nego ravnica, određuju izgled, osobine i karakter Požeštine. Ulice grada ulaze duboko u obronke Požeške gore, vijugaju uz brojne potoke i gotovo je nemoguće pronaći ijednu prometnicu koja se siječe pod pravim kutom. Dinamičnost reljefa i tlocrta prožima se s burnom i zgusnutom prošlošću Požege.

## Naselja u sastavu Grada Požege
Grad Požega uz sam grad obuhvaća ukupno i 32 naselja (stanje 2006.), a to su naselja:
- Alaginci
- Bankovci
- Ćosine Laze
- Crkveni Vrhovci
- Dervišaga
- Donji Emovci
- Drškovci
- Emovački Lug
- Golobrdci
- Gornji Emovci
- Gradski Vrhovci
- Komušina
- Krivaj
- Kunovci
- Laze Prnjavor
- Marindvor
- Mihaljevci
- Nova Lipa
- Novi Mihaljevci
- Novi Štitnjak
- Novo Selo
- Požega
- Seoci
- Stara Lipa
- Šeovci
- Škrabutnik
- Štitnjak
- Turnić
- Ugarci
- Vasine Laze
- Vidovci

## Gradske četvrti u gradu Požegi
Naselje Požega sastoji se od sljedećih gradskih četvrti::
- Arslanovci
- Babin Vir
- Centar
- Ciglana
- Garevica
- Orljava
- Praulje
- Ratarnica
- Tekija
- Vučjak
- Sajmište
- Varelovac
- Vranduk
- Grgin Dol

## Zemljopisni položaj
Požega se nalazi u središnjoj Slavoniji, u prostranoj Požeškoj kotlini koju okružuje ovalno raspoređeni vijenac starog gorja Psunj, Papuk, Krndija, Dilj i Požeška Gora. Grad se nalazi u izravnoj blizini autoceste A3 (25 km) i budućeg koridora Republika Mađarska – Donji Miholjac – Pleternica – Lužani – autocesta A3 (10 km).

## Povijest
Korijeni nastanka grada nisu jasni. Ivan Kukuljević pretpostavio je da se rimski grad Incerum nalazio na mjestu Požege. Arheološka istraživanja Dubravke Sokač-Štimac kod Tekića, u središnjem dijelu Požeškog polja južno od Vetova, potakla su većinsko mišljenje da se Incerum nalazio na tom položaju, no dokazi za to još nisu pronađeni. Manji, uglavnom usputni nalazi na tlu grada ipak su dovoljni da se postojanje jednog antičkog naselja, a također i utvrde na mjestu kasnijeg srednjovjekovnog županijskog požeškog Castruma, može smatrati izvjesnim i na mjestu Požege. Nalazi pretpovijesne keramike, ali prije svega opći vrlo povoljni uvjeti položaja za nastanak naselja ukazuju na nesumnjivi kontinuitet naseljavanja, međutim ostaje pitanje o važnosti i veličini naselja prije i u vrijeme antike.
Požega kakvu poznajemo danas, počinje se oblikovati u srednjem vijeku. Stari požeški burg izgrađen je vjerojatno u 11. stoljeću. Radilo se o šesterokutnoj utvrdi smještenoj na brijegu u središtu grada.
Danas to brdo Požežani zovu Stari grad. Požega je tada bila rezidencija hrvatsko-ugarskih kraljica, te kao takva izuzeta od nadležnosti bana i župana. Iako iz tog doba potvrda o dobivanju statusa slobodnog kraljevskog grada nije očuvana, građani civitasa uživali su povlastice jednake onima u slobodnim kraljevskim gradovima. Službeno status slobodnog kraljevskog grada Požega dobiva 1765.
Neimenovani notar Bele III. (1172. – 1196.), hrvatsko-ugarskog vladara, u svom djelu Gestae Hungarorum, opisu najranije povijesti Mađara, govori o osvajanju tri utvrde pri prelasku preko Drave: Zagrab, Vlco i Posega. To su tada bila središta urbanizacije i najrazvijeniji gradovi u Slavoniji (koja je tada obuhvaćala prostor od Sutle do Dunava).
Požega je do danas zadržala svoj srednjovjekovni raspored ulica, s dominantnim srednjovjekovnim trgom nastalim u križištu četiri pristupna pravca (najvećim srednjovjekovnim trgom u Hrvatskoj), smještenom neposredno u sjevernom podnožju obronaka Požeške gore. Sjeverno od trga do nekadašnjih Kamenitih vrata (srušenih u 19. st). vodile su tri karakteristične međusobno usporedne ulice od kojih je ostala središnja (Cehovska – Sv. Florijana) i zapadna (Županijska) te dio istočne uz barokni Trg sv. Terezije.
Požeška županija spominje se 1210. godine, a grad je 1227. spomenut kao Castrum de Posega.
Od srednjovjekovnih spomenika očuvane su dvije redovničke samostanske crkve, crkva sv. Lovre, izvorno dominikanska posvećena Blaženoj Djevici Mariji iz druge polovice 13. st. s gotičkim freskama, te crkva sv. Duha, izvorno sv. Dimitrija, izgrađena oko 1235., kasnije franjevačka (od 1573. do 1688. služila kao džamija), dok je župna sv.Pavla porušena u opsadi grada 1536. Županijski Castrum, smješten na osamljenoj kamenoj uzvisini porušen je do temelja početkom 19. st., ali očuvan je dio gradskih srednjovjekovnih kamenih zidina.
Godine 1537. Požega je osvojena opsadom u korist Osmanskog Carstva. Grad postaje središte Požeškog sandžakata, upravni i vojni centar Slavonije. Dva glavna osvajača grada Mehmed-paša Jahjaoglu, smederevski beglerbeg i Gazi Husrev-beg bosanski grade na dotadašnjem središnjem gradskom trgu najvažnije građevine kao svoje zaklade, Mehmed paša trgovačku čaršiju sa 70 dućana, a Gazi Husrev-beg hamam, karavan-saraj i nekoliko dućana za uzdržavanje medrese u Sarajevu. Grad u 16. st. dobiva vodovod, prvi u Hrvatskoj nakon dubrovačkog. 
Nakon bitke kod Haršanja 1687. Požega je oslobođena iduće 1689. (fra Luka Ibrišimović Sokol), a zatim konačno 1691. godine.
U ovom razdoblju razvija se Požega kakvu je danas poznajemo. Grad dolazi pod vlast Habsburgovaca. Srednjovjekovnoj gradskoj osnovi dodaje se bogat barokni izgled. 
Obnavlja se Požeška županija, isusovci osnivaju gimnaziju (1699.), petu najstariju u Hrvatskoj, i najstariju u današnjoj Slavoniji. Franjevci 1708. g. pristupaju obnavljanju samostana iz srednjeg vijeka porušenog od strane Turaka, i dovršavaju ga 1724., te je smješten uz crkvu sv.Duha. Samostan sadrži knjižnicu s oko 15 tisuća svezaka s inkunabulama iz 16. stoljeća. Unatoč požaru u 19. stoljeću koji je uništio velik dio građe, knjižnica spada u nultu kategoriju i među vrjednijima je u Hrvatskoj. Stanovništvo je 1739. g. pogodila kuga. 1749. g., u spomen na 798 umrlih Požežana podignut je barokni spomenik Svetog Trojstva, "kužni pil", koji i danas krasi središnji Trg u Požegi. Gradi se kazališna dvorana 1727., prva ljekarna u gradu 1740.
Požega je u to vrijeme, uz Zagreb, jedini centar višeg obrazovanja u Hrvatskoj. Postojao je filozofski studij za mlade franjevce i Academia Posegana. 1763. sagrađena je i današnja Katedrala sv. Terezije Avilske. 
Svoj doprinos katedrali svojim zidnim slikama dali su i glasoviti slikari Celestin Medović i Oton Iveković. Zbog mnoštva znanstvenika i književnika koje je Požega podarila Hrvatskoj, i zbog niza kulturnih ustanova i spomenika, Požega je prozvana slavonska Atena. Osobito plodno bilo je XVIII. i XIX. stoljeće. Glasoviti slikar i književnik Matko Peić je rekao kako Požega ima toliko književnih i kulturnih ličnosti da se može govoriti o požeškoj književnosti.
U 19. st. važnost Požege opada u korist Osijeka i Slavonskog Broda smještenih na povoljnijim prometnim položajima uz Savu i Dravu, u ono vrijeme presudnih čimbenika zbog gradnje prvih željeznica.
Dana 20. studenoga 1941. donesena je Zakonska odredba o promjeni imena grada Požega u Slavonska Požega. Do 1991. grad nosi naziv Slavonska Požega kako bi se razlikovao od Požege u Srbiji. 1993. nakon obnove županijskog sustava obnavlja se Požeška županija (pod imenom Požeško-slavonska županija), ali bez svog nekadašnjeg posavskog dijela, te sa znatno smanjenim područjem na zapadu, ali zato u početku obuhvaćajući Našice i pripadajuća mjesta, a nakon pripajanja Našica Osječko-baranjskoj županiji oblikuje se u današnjim okvirima.
Početkom Domovinskog rata u gradu je osnovana 63. samostalna gardijska bojna ZNG-a, čija su 34-orica pripadnika poginula u ratu.

## Stanovništvo
Krajem 18.stoljeća u Požešku kotlinu dolaze kolonisti iz Njemačke, a od sredine 19. stoljeća zbiva se značajno naseljavanje Požege stanovništvom iz Like, Gorskog kotara, Primorja, Češke, Slovačke, Mađarske, te kasnije od 20.stoljeća iz Hercegovine, Dalmacije, i Zagorja, a krajem 20. stoljeća uglavnom izbjeglicama iz Bosne.
Upravno područje Grada ima (prema popisu iz 2011. godine) 26.248 stanovnika, a osim same Požege obuhvaća i nekoliko okolnih, uglavnom s gradom spojenih prigradskih naselja, te nešto udaljenijih manjih sela. Uže gradsko područje ima 20.506 stanovnika.
Po nacionalnosti, stanovništvo je 93,24% Hrvata, 4,66% Srba, 0,56% neizjašnjenih, 0,38% Albanaca, 0,15% Čeha, i ostali.
Požega je također poznata po velikom broju nacionalnih manjina te hrvatskih malih skupina: Jakšić – Slovaci, Kaptol – Česi, Požega – Hrvati iz Janjeva, uz Srbe i Bošnjake te ostale manje zastupljene nacionalnosti kojih ima u svim dijelovima Požeške kotline.
| broj stanovnika | 5191  | 6139  | 6310  | 7871  | 9437  | 11020 | 12054 | 12393 | 13715 | 15450 | 19508 | 24939 | 26708 | 28157 | 28201 | 26248 | 22294 |
|                 | 1857. | 1869. | 1880. | 1890. | 1900. | 1910. | 1921. | 1931. | 1948. | 1953. | 1961. | 1971. | 1981. | 1991. | 2001. | 2011. | 2021. |

| broj stanovnika | 2227  | 2962  | 3294  | 4077  | 4988  | 5899  | 7040  | 7125  | 8544  | 10052 | 13251 | 18184 | 19867 | 21046 | 20943 | 19506 | 16867 |
|                 | 1857. | 1869. | 1880. | 1890. | 1900. | 1910. | 1921. | 1931. | 1948. | 1953. | 1961. | 1971. | 1981. | 1991. | 2001. | 2011. | 2021. |

## Gospodarstvo
- prehrambena industrija (čokolada, slatkiši i pića): Zvečevo (nekadašnji Nestle, Stock)
- obrada metala (ljevaonica željeza, kućanski aparati): Plamen International, Color Emajl, Alles
- tekstilna industrija: Sloga IMK, Orljava
- obrada drva i proizvodnja namještaja: Spin Vallis, Vallis Fagus
- vinarstvo i voćarstvo: brojne privatne vinarije (Zrinščak, Galić, Glasnović, Bartolović, Romić, Bauer, Katušić...) i proizvodnja rakija (voćne rakije Šimić, voćarstvo Boić)

## Kultura
- Aurea Fest – festivali vina i gastronomije, uličnih svirača i mađioničara, plesa, jazza, DJ-eva i MC-eva, običaja, koreografiranog folkora, popularne glazbe i tradicionalni požeški festival Zlatne žice Slavonije
- svjetski poznat Hrvatski festival jednominutnih filmova.
- Dani Dobriše Cesarića
- kazališni festivali KaFe i KaZlaDo
- Orguljaške večeri u katedrali Sv. Terezije Avilske
- Dan grada – Grgurevo (12. ožujka)
- Gradska knjižnica i čitaonica Požega – brojne aktivnosti poput projekta Čitam i izgradnje novog, staklenog zdanja knjižnice
- Gradski muzej Požega (Muzej Požeške kotline) – brojne izložbe i predstavljanja knjiga koje se bave etnografijom ili poviješću požeškog kraja (npr. "Muzej u loncu" – jedinstven proje Požega – brojne hrvatske, ali i europski poznate predstave (npr. Stilske vježbe)
- Spring Open Vallis Aurea (SOVA) – otvoreno kviz prvenstvo koje se održava od 2017. godine. Turnir se sastoji od pojedinačnih natjecanja, natjecanja parova, ekipnog natjecanja i tematskih individualnih kvizova, te okuplja ponajbolje kvizaše iz cijele Hrvatske.

## Spomenici i znamenitosti
- Biskupski dvor, nekadašnji Isusovački Kolegij – izgrađen u 18. st. kao prvi primjer otvorenog baroknog T- tlocrta u hrvatskoj arhitekturi. Podignut je na mjestu nekadašnjeg Gazi-Husrev begova hamama, koji je izgrađen na mjestu srednjovjekovnog dominikanskog samostana. Spojnim troetažnim krilom s hodnicima i središnje položenim baroknim zvonikom spojen je s crkvom sv.Lovre. U 19. st. biskup Alagović adaptirao je zgradu Kolegija u Orfanotrofij (đački dom za darovite učenike stipendiste požeške Gimnazije), a tom prilikom porušeno je njeno najvažnije južno krilo s kolegijskom kapelom. Upravitelj Orfanotrofija Ignac Horat krajem 19. i poč. 20. st. dogradio je spojno krilo do pročelja crkve sv. Lovre, dogradio je treći kat i uredio novo monumentalno pročelje (arh. Janko Holjac)
- Crkva Sv. Lovre – gotička srednjovjekovna crkva, izvorno dominikanska 13.st. posvećena B.D.Mariji. Prvotna dvoranska propovjednička gotička crkva 13. st. vjerojatno s tri apside karakterističnog ravnog završetka, preuređena je u 14. st dogradnjom novog gotičkog poligonalnog svetišta. Početkom 16. stoljeća započeta je monumentalna renesansna pregradnja crkve rastvaranjem sjevernog zida lađe visokom renesansnom arkadom građeno vrsno klesanim blokovima kamena, ali pregradnja je naglo prekinuta pa je sjeverna lađa dograđena kao improvizacija, Gotičke freske 14. i 15. st. očuvane su u više slojeva u svetištu i lađi. Nakon 1536. g. crkva je adaptirana u džamiju, vjerojatno i Carsku džamiju sultana Sulejmana. Krajem 17. st. postala je kolegijatska crkva požeškog Isusovačkog kolegija s bogato opremljena baroknim oltarima i freskom na stropu lađe koju je naslikao Josip Kraljić, isusovački slikar i arhitekt, ujedno i superior samostana.
- Crkva Sv. Duha i Franjevački samostan – ranogotička (gotičko-romanička) crkva izvorno posvećena sv. Dimitriju izgrađena je oko 1235.g. u vrijeme župana Požege, kaločkog nadbiskupa Ugrina II Czaka. Izgradili su je cistercitski graditelji iz obližnje cistercitske opatije u Kutjevu, koju je također osnovao nadbiskup Ugrin II. Odlike prijelaznog, tipičnog cistercitskog gotičko-romaničkog stila potvrđuje i neki detalji monumentalnog romaničkog portala na sjevernoj strani crkve koji povezuju požešku crkvu u nekim karakterističnim detaljima s cistercitskom opatijom Zirc (u Mađarskoj), matičnom opatijom kutjevačkih cistercita. Najkasnije od kraja 13. stoljeća pripala je Franjevcima, a u 16. i 17.st. adaptirana je u džamija (vjerojatno Selima II). Izdužene lađe, izvorno prekrivene tabulatom,ima poligonalno svetište s vrsno oblikovanim svodnim sustavom rebara oslonjenih na službe čije konzole stilski također upučuju na prvu pol. 13.st. Romanički portal smješten je bočno, na sjevernom zidu lađe, a očuvani su i neobično veliki romanički prozori ne samo u svetištu nego i na oba zida lađe. Crkveni toranj je gotička građevina, vjerojatno 14.st.  Franjevački samostan izgrađen je u 18. st., dijelom na mjestu srednjovjekovnog
- Katedrala sv. Terezije Avilske, građena od 1756. do 1759.g., posvećena 1763. prema projektu štajerskih graditelja Josefa Hoffera i Johanna Fuchsa, katedralne su freske početkom 20. stoljeća radili poznati hrvatski umjetnici Celestin Medović i Oton Iveković
- Palača Požeške županije – velebna zgrada izgrađena u 18. stoljeću s istaknutim grbom županije Požeške i velebnom županijskom vijećnicom
- Židovsko groblje – obnovljeno 2008. zaslugama gradskih vlasti i cionističke zajednice
- Trg Svetog Trojstva s baroknim kućama i kužnim pilom – jedan od najljepših i najznačajnih trgova ovog dijela Europe
- Trg Matka Peića – novouređeni trg s tri tematske cjeline: zgradom stare Svilane, spomenikom Miroslavu Kraljeviću i spomenikom Matku Peiću

- Domovinski križ na Sokolovcu

- Vrhovački grad

## Poznate osobe
- Anita Berisha, albansko-hrvatska glumica i ekonomistica
- Zlatko Bourek, hrvatski slikar, redatelj, crtač, scenograf i kostimograf
- Srđan Budisavljević, hrvatsko-srpski političar i pravnik
- Dobriša Cesarić, hrvatski pjesnik i prevoditelj
- Nada Gačešić-Livaković, hrvatska glumica
- Tamara Horacek, francusko-hrvatska rukometašica
- Tvrtko Jakovina, hrvatski povjesničar
- Dino Jelusić, hrvatski pjevač
- Antun Kanižlić, hrvatski književnik i svećenik
- Ivana Kindl, hrvatska pjevačica
- Marko Kopljar, hrvatski rukometaš
- Friedrich Salomon Krauss, hrvatski etnolog
- Dragutin Lerman, hrvatski istraživač i putopisac
- Predrag Matić, hrvatski političar
- Mia Oremović, hrvatska glumica
- Matko Peić, hrvatski slikar i književnik
- Vesna Pisarović, hrvatska pjevačica
- Predrag Stojaković, srpski košarkaš
- Josip Eugen Tomić, hrvatski književnik

## Šport
- Građansko streljačko društvo Požega 1871
- NK Slavonija
- NK Požega
- NK Dinamo Vidovci – Dervišaga
- Sportsko-rekreacijski centar
- Sportska dvorana Tomislav Pirc – Grabrik
- Brdsko biciklistički klub Požega
- Biciklistički klub LUKS Racing Team
- KK Požega
- ŽKK Plamen Požega
- RK Požega
- ŽRK Požega
- ŽOK Vallis Aurea
- ŽOK Požega
- Odbojkaški klub Požega
- Teniski klub Požega
- KBK Kickboxing klub Borac Požega
- Boksački klub Graciano
- Fitness klub Play
- Fitness & teretana Body Art
- Kuglački klub Nove nade
- Šahovski klub Požega

Sport u Požegi ima dugu i bogatu tradiciju. Već krajem devetnaestog i početkom dvadesetog stoljeća osnivaju se prva sportska društva i klubovi. Najstarije sportsko društvo je Građansko streljačko društvo koje je osnovano 14. srpnja 1871. a od 1864. postojala je streljačka družina. Biciklističko društvo "Lastavica" osnovano je 1897., a Požežanin Julije Mihelić bio je iste godine prvi u državi na utrci od pet kilometara. Prvi biciklistički klub osnovan je 1912. Planinarsko društvo osnovano je 1898., a gimnastički i klizački klub 1905. Prvi teniski klub osnovan je 1911., a prvo igralište tenisa izgrađeno je još 1894.
Prvi atletski klub osnovan je 1911. godine. Požežani Vilim Messner i Boris Hanžeković bili su tridesetih godina državni rekorderi u bacanju koplja, trčanju na 100 metara prepone i štafeti 4 x 100 metara. Gimnastičko društvo "Hrvatski Sokol" osnovano je 6. travnja 1905., a malo kasnije 1912. izgrađena je "Sokolana" koja ima grijanu dvoranu i garderobe te sprave za vježbače koji su uglavnom bili članovi Sokola.
Nogomet se u Požegi organizirano igra od 1908. kada poznati književnik Josip Pavičić donosi prvu nogometnu loptu u naš grad, a početkom te godine požeški srednjoškolci osnovali su i prvi nogometni klub pod imenom "Nogometni klub seniora". Već u lipnju igraju prvu utakmicu sa srednjoškolcima iz Zagreba na improviziranom igralištu na Ciglani. Tih godina puno se nogometnih klubova osnivalo ali su mnogi od njih i brzo prestajali s radom.
Dva kluba koja su ostavila najviše traga u požeškom nogometu tog doba su "Građanski", osnovan 1923. i "Radnički", osnovan 1931. između kojih se razvio veliki rivalitet i to ne samo u športskom smislu. Desetak godina njihovi su susreti bili pravi derbiji kojima je nazočila većina građana Požege. Početkom drugog svjetskog rata oba kluba prestaju s radom. Nakon rata osnovano je "Jedinstvo" 1946. kojeg su podržavali i za kojeg su igrali gradski trgovci, a "Radnički" se ponovo osniva 1954. i za njega nastupaju većinom radnici Ljevaonice. Ti klubovi postižu vrlo dobre rezultate i nastupaju pod tim imenima sve do 1964. godine. “Radnički” je krajem 1963. bio u krizi zbog loših rezultata, a Skupština kluba donijela je 31. siječnja 1964. odluku o prestanku rada. Drugi gradski klub “Jedinstvo” održao je Skupštinu dva dana kasnije, 2. veljače 1964. i također donosi odluku o prestanku rada, ali i odluku o osnivanju novog kluba pod imenom NK "Slavonija". Najbolji igrači “Radničkog” prešli su u “Slavoniju”, gdje su nastavili igrati i svi igrači “Jedinstva”. Nogometni klub “Slavonija” postoji i danas te nastavlja bogatu tradiciju požeškog nogometa. Dvije godine ranije, 1962. osnovan je i NK "Požega", još jedan gradski nogometni klub koji djeluje i danas.
Šah se u Požegi organizirano igra od 1931., a prvi “Šah – klub” je osnovan 1934. godine. Prvo ribolovno društvo je osnovano 1938. pod imenom "Sportsko ribarsko društvo",a organiziraniji rad počinje 1953. kada je osnovano Sportsko ribolovno društvo "Šaran".
Prva sportska društva i klubovi u našem gradu se pojavljuju samo nekoliko godina poslije Zagreba i ostalih većih gradova u Hrvatskoj što pokazuje kulturni nivo Požege i zanimanje mladih za šport koje su zadržali do danas.
Među prvima u Slavoniji Požežani su imali gimnastičku dvoranu koja je otvorena 1. prosinca 1940. (današnja Gimnastička dvorana “Sokol”) te atletski stadion izgrađen 1950. (na mjestu današnje “Nove Gimnazije”, a uništen 1998.  od tadašnjih gradskih vlasti, nažalost većine Požežana). Na sreću, tribine atletskog stadiona su obnovljene 2017. godine. Plivački bazen olimpijskih dimenzija otvoren je 27. srpnja 1953. (na današnjem mjestu), a nogometni stadion kraj Orljave na kojem i danas nastupa ŠNK "Slavonija", godinu dana kasnije 27. srpnja 1954.
Plivački klub osnovan je 16. srpnja 1953., nekoliko dana prije otvorenja gradskog bazena. Stolnoteniski klub “Požega” je osnovan također 1953. godine. Prvi auto-moto klub osnovan je 1946., a prve moto-utrke na požeškim ulicama održane su 1951. godine.
Prvi košarkaški klub osnovan je 1947. pod imenom KK "Jedinstvo". Klub je prvo imao žensku ekipu a malo kasnije i mušku. Iste godine izgrađeno je i prvo košarkaško igralište u Grginom dolu. Nakon početnog razvoja dolazi do stagnacije, sve do 20. prosinca 1959. kada se osniva KK "Požega" koji u svom sastavu ima i mušku i žensku ekipu te se tada grade igrališta pri svim gradskim školama. Već 1961. košarkaši i košarkašice sele na novoizgrađeni Stadion malih športova u Grabriku.
Rukomet je u svom razvojnom putu nekoliko puta bitno mijenjao svoja pravila. Između dva svjetska rata bila je popularna hazena koja kod nas dolazi iz Češke. Prvi hazena klub osnovan je u Požegi 1932. u sastavu ŠK "Radnički". Poslije rata dominira veliki rukomet da bi ga uskoro zamijenio mali rukomet kakav se igra i danas. Rukomet se kod nas pojavljuje 1953. kada državne prvakinje iz Nove Gradiške igraju propagandnu utakmicu s jednom austrijskom ekipom na nogometnom igralištu kraj ljevaonice. Iste godine je osnovan i prvi rukometni klub RK " Jedinstvo" koji ima samo žensku ekipu. Godinu dana kasnije, 1954. klub ima i mušku ekipu, a osniva se i drugi ženski klub RK "Radnički". Požeški rukometaši igrali su 1958. kvalifikacije za prvu ligu, ali se nisu uspjeli plasirati u konkurenciji rukometaša Bjelovara i zagrebačke Mladosti. Za razvoj rukometa u Požegi posebno je značajna 1961. kada se početkom kolovoza osniva RK "Požega" i prelazi s nogometnog igrališta na stadion malih sportova u Grabriku.
Uz košarkaše i rukometaše na novom stadionu nastupaju tenisači, stolnotenisači, hokejaši, klizači a koriste ga i ostali požeški sportaši. Stadion malih sportova dobio je 1964. asfaltnu podlogu, a 1965. izgrađene su svlačionice. Te 1965. godine osniva se i Sportsko društvo "Požega" u koje ulaze klubovi koji u svom nazivu nose ime našeg grada.
Zbog svega toga Požega je 1965. i 1966. proglašena sportskim gradom i najboljom općinom na nivou države. Nešto kasnije, na stotu godišnjicu Građanskog streljačkog društva 1971. godine, Požežani su dobili modernu streljanu, a 27. srpnja 1975. održane su prve utrke na modernom autodromu "Glavica".
Stadion malih sportova dobio je 1970. krov da bi 1980. prerastao u višenamjensku sportsku dvoranu "Grabrik", jednu od najljepših u ovom dijelu Hrvatske. Iste godine dovršen je i Sportsko-rekreacijski centar kraj Orljave.
Od 1974. održava se cestovna utrka Memorijal Zvonka Panežića koja se trči na ruti Velika – Požega odnosno Požega – Velika. Od 1991. održava se Božićni malonogometni turnir 'Požega' .
Grad Požega je osnivač Požeškog sportskog saveza u koji je uključeno pedesetak športskih udruga s područja grada. Požeški sportski savez stručno i financijski pomaže rad tih udruga, održava sportske objekte i potiče mladež na bavljenje športom organiziranjem sportskih škola (plivanja, nogometa, košarke, rukometa i dr.).
Od požeških klubova prvoligaški status imaju košarkašice ŽKK "Požega", rukometašice ŽRK “Požega”, strijelci GSD "Spin Valis" i šahisti GSK "Požega". U drugoj ligi natječu se nogometaši SNK "Slavonija", košarkaši KK “Požega” te stolnotenisači STK “Požega. Rukometaši RK "Požega" trenutno su u trećoj ligi. Vrlo su uspješni i sportaši iz Judo kluba "Judokan Spin Valis" u čijim redovima se nalazi velik broj državnih prvaka i reprezentativaca.
Tradicija igranja malog nogometa u našem gradu, duga više od 30 godina, u zadnjih pet godina rezultirala je osnivanjem 10 malonogometnih klubova.Velik broj mladih u požeškim klubovima, te brojni sportski radnici, sportaši i treneri garancija su lijepe budućnosti požeškog sporta.

## Obrazovanje
- Veleučilište u Požegi
- Opća gimnazija
- Jezična gimnazija
- Prirodoslovno-matematička gimnazija
- Katolička klasična gimnazija
- Katolička opća gimnazija
- Srednja glazbena škola
- Ekonomska škola
- Tehnička škola
- Obrtnička škola
- Poljoprivredno-prehrambena škola

- Osnovna škola Antuna Kanižlića
- Osnovna škola Julija Kempfa
- Osnovna škola Dobriše Cesarića
- Katolička osnovna škola

## Vanjske poveznice
- Službene stranice Grada Požege
- Stranice glazbenog festivala Zlatne žice Slavonije  Arhivirana inačica izvorne stranice od 6. veljače 2008. (Wayback Machine)
- Web kamere Požege koje održava udruga Vallisaurea.net  Arhivirana inačica izvorne stranice od 17. svibnja 2009. (Wayback Machine)
- Gradska knjižnica i čitaonica Požega
- Gradski muzej Požega
- Gradsko kazalište Požega
- Post i korizmena jela i običaji požeškoga kraja
- Turistička zajednica Požega
- Meteorološka postaja Požega – centar
- Meteorološka postaja Požega – Tekija
- Meteorološka postaja Požega – Industrijska ulica
- Meteorološka postaja Požeški vinogradi (Požeška gora)
- Meteorološka postaja Marindvor
- Meteorološka postaja Jakšić
- Global meteor network postaja Požega  Arhivirana inačica izvorne stranice od 29. kolovoza 2021. (Wayback Machine)
- Web kamera (Tekija)

### Članci
- Samardžija, Marko. 2003. Promjene imena hrvatskih naseljenih mjesta od mjeseca travnja do kraja godine 1941. Folia onomastica Croatica. Filozofski fakultet Sveučilišta u Zagrebu. Zagreb.  (12/13): 425–432